# Ogawa, Saitama
Ogawa (japanska: 小川町?, Ogawa-machi) är en landskommun (köping) i Saitama prefektur i Japan.  